# Lithacodia walta
Lithacodia walta là một loài bướm đêm trong họ Noctuidae.